# Michael Probst
Michael „Mike“ Probst (* 20. November 1962 in Trier) ist ein ehemaliger deutscher Fußballspieler und -trainer.

## Karriere

### Vereine
Der gebürtige Trierer, der im Alter von zwölf Jahren mit seiner Familie nach Taufkirchen bei München zog, begann seine Karriere im Seniorenbereich 1980 beim TSV 1860 München. Er spielte in den darauffolgenden Jahren bei diversen unterklassigen Vereinen in München und Umgebung.
1995 nahm ihn der FC Bayern München als Torhüter für die Regionalliga-Mannschaft unter Vertrag. Dennoch kam er zweimal in der Bundesliga zum Einsatz – und zwar gegen Fortuna Düsseldorf: Beim 2:0-Auswärtssieg am 9. Dezember 1995 (17. Spieltag) und am 18. Mai 1996 (34. Spieltag) beim 2:2 in München.
Dabei ergab sich Kurioses: Trainer Klaus Augenthaler wechselte zeitgleich mit Probst auch drei Feldspieler zur zweiten Halbzeit ein, ohne dass es Schiedsrichter Lutz Wagner bemerkte. Durch zwei Tore von Jürgen Klinsmann kamen die Bayern noch zum Ausgleich; doch wegen der Bedeutungslosigkeit des Spiels für beide Mannschaften verzichtete Düsseldorf auf einen Einspruch. Die Bayern beendeten die Saison als Zweiter der Meisterschaft und gewannen den UEFA-Pokal. Nach seiner Zeit beim FC Bayern München setzte er seine Karriere bis 2003 erneut bei unterklassigen Vereinen in Bayern fort.

### Trainerkarriere
Probst ist Inhaber der DFB-A-Lizenz und trainierte bereits den TuS Geretsried, den FC Anadolu München und den FC Neuperlach, bevor er zur Saison 2006/07 die erste Mannschaft des FC Deisenhofen in Oberhaching übernahm. Mit dem Kreisligisten gelang ihm mit zwei Aufstiegen in Serie der Durchmarsch in die Bezirksoberliga. Obwohl man dort nie in Abstiegssorgen kam, trennten sich der Verein und Probst im Januar 2011. Von Saisonbeginn 2011/12 bis Oktober 2014 trainierte Probst den Bezirksoberliga-Neuling TuS Holzkirchen. Aufgrund der sportlichen Talfahrt, 9 Punkte aus 14 Spielen, kam es zur Trennung.

## Erfolge
- UEFA-Pokal-Sieger 1996 (ohne Einsatz)
- Zweiter der Meisterschaft 1996